# Osvaldo Reis
Osvaldo de Souza Reis (Floriano, 30 de dezembro de 1939) é um empresário, pecuarista e político brasileiro, ex-deputado federal pelo Tocantins.

## Biografia
Filho de José Dias de Souza e Francisca Souza Reis. Empresário e pecuarista vindo do Piauí dedicou-se às suas atividades profissionais até ser nomeado interventor na prefeitura de Araguaína em 1990, pouco tempo antes de eleger-se deputado federal pelo PDC do Tocantins e no curso do mandato votou pela abertura do processo de impeachment do presidente Fernando Collor em 1992. Após passar rapidamente pelo PPR foi reeleito pelo PP em 1994 e tornou-se presidente do diretório estadual até a criação do PPB sendo reeleito em 1998.
Após optar pelo PMDB foi reeleito em 2002 e 2006 tornando-se o deputado federal recordista de mandatos pelo Tocantins. Primeiro suplente no pleito de 2010 foi efetivado após a eleição de Laurez Moreira para a prefeitura de Gurupi em 2012.